# Gare de Sermizelles - Vézelay
La gare de Sermizelles - Vézelay est une gare ferroviaire française de la ligne de Cravant - Bazarnes à Dracy-Saint-Loup, située sur le territoire de la commune de Givry, à proximité de Sermizelles et Vézelay, dans le département de l'Yonne, en région Bourgogne-Franche-Comté.
C'est une halte voyageurs de la Société nationale des chemins de fer français (SNCF), desservie par des trains TER Bourgogne-Franche-Comté.

## Situation ferroviaire
Établie à 137 m d'altitude, la gare de Sermizelles - Vézelay est située au point kilométrique (PK) 214,209 de la ligne de Cravant - Bazarnes à Dracy-Saint-Loup, entre les gares ouvertes de Voutenay et d'Avallon.
Elle est équipée de deux quais : le quai « 1 » dispose d'une longueur utile de 140 m pour la voie « directe », le quai « 2 » d'une longueur utile de 200 m pour la voie « E » (évitement).

## Service des voyageurs

### Accueil
Halte SNCF, c'est un point d'arrêt non géré (PANG) à accès libre.

### Desserte
Sermizelles - Vézelay est desservie  par des trains TER Bourgogne-Franche-Comté qui effectuent des missions entre les gares de Paris-Bercy, ou de Laroche - Migennes, et d'Avallon ou de Clamecy.

### Intermodalité
Le stationnement des véhicules est possible à proximité. Elle est desservie par des cars TER Bourgogne-Franche-Comté à tarification SNCF, qui circulent entre les gares de Cravant - Bazarne et d'Avallon.